# Popovič
Popovič je priimek več oseb:
- Aleš Popovič, ekonomist
- Andrej Davidovič Popovič, sovjetski general
- Boris Popovič (*1962), slovenski podjetnik in politik, župan Kopra
- Damijan Popovič (*1967), grafik, mojster filmskih trikov, risanke?
- Dušan Popovič, jazz-glasbenik
- Helena Popovič (*1972), pravnica
- Janez Sigismund/Žiga Valentin Popovič (1705—1777), slovenski polihistor (jezikoslovec in naravoslovec)
- Janko Popovič (*1934), zdravnik ortoped
- Janko Popovič (1934—2022), športni delavec, tenisač, prvi in častni predsednik Hokejske zveze Slovenije (pravnik)
- Jaroslav Popovič (*1980), ukrajinski kolesar
- Katja Popovič (1970—2005), inž. strojništva, pilotka
- Marina Lavrentjevna Popovič (r. Vasiljeva) (1931–2017), sovjetska preizkusna pilotka
- Marko Popovič (*1970), hokejist, sodnik in športni funcionar
- Mijo (Miloje) Popovič/-ć (1958—2025), rockovski (heavy-metal) kitarist in glasbenik
- Milan Popovič, elektrotehnik, univ. prof. (FE UL)
- Mirko Popovič (1957—1992), sociolog, informatik in bibliotekar
- Milovan Popovič/-ć (1923—2005), strojnik, univ. profesor
- Miodrag Popovič - Mičo, teritorialec, veteran vojne za Slovenijo
- Pavel Popovič (1930–2009), sovjetski pilot in kozmonavt
- Silvije Arc Popovič (1950/51?—2021), kipar, risar, grafik, slikar, kustos
- Tina Popovič, kulturna organizatorka "Knjižnica pod krošnjami.."